# Acétate d'argent
L'acétate d'argent est le sel d'argent(I) de l'acide acétique. Il est photosensible, la poudre initialement blanche devient grise à la lumière. 
Il a un goût répugnant lorsqu'il est combiné à la fumée de cigarette, de sorte qu'il est utilisé dans les chewing-gums et les cachets pour arrêter de fumer,.

## Production
L'acétate d'argent peut être synthétisé par la réaction entre le carbonate d'argent et l'acide acétique :
2 CH3CO2H   +  Ag2CO3  →   2 AgO2CCH3  +  H2O +  CO2.